# Damast

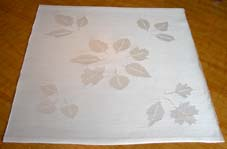
Einfarbiger echter Damast

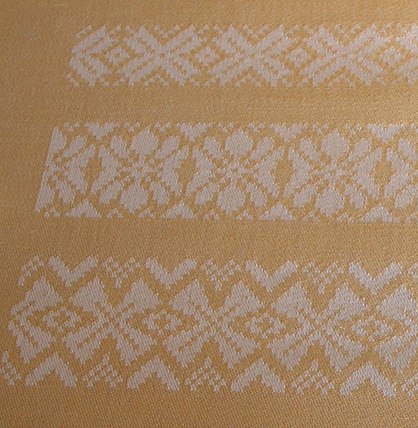
Zweifarbiger Damast mit deutlich erkennbaren, abgestuften Stichen

Damast (aus dem Italienischen; nach arabisch دمشق dimašq, Name der Stadt Damaskus) ist ein Gewebe, bei dem sich kett- und schusssichtige Partien abwechseln, wodurch es möglich ist, figürliche Muster aller Art einzuweben. Die Muster können beliebig über die Webbreite verteilt werden. Damaste werden üblicherweise an speziellen Webstühlen mit Zugeinrichtungen hergestellt.
Aufgrund der aufwendigen Webtechnik und der großen Zugbelastung auf die Kettfäden werden Damaste nur aus sehr hochwertigen und glatten, glänzenden Materialien angefertigt, früher Seide, feines Kammgarn und Leinen, ab dem 20. Jahrhundert überwiegend aus merzerisierter Baumwolle. Das Gewebe kann in Kette und Schuss gleichfarbig sein, dann ist das eingewobene Muster nur unter schrägem Lichteinfall gut erkennbar; die Musterung kann aber auch durch andersfarbigen Schuss hervorgehoben werden. Populäre Anwendungen sind einfarbige Tischtücher und Bettwäsche.

## Webtechnik allgemein

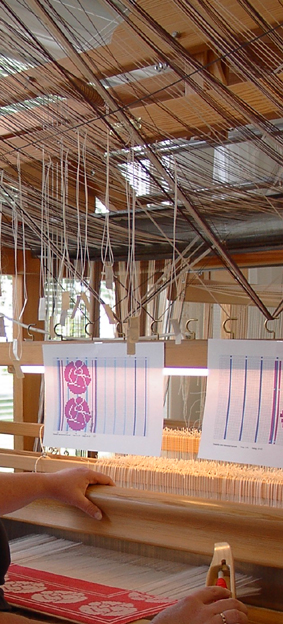
Harnisch-Zugwebstuhl, Blick auf die Harnischschnüre mit markierten Schnurschlingen

Zum Weben von echtem Damast benötigt man nur ein Kettsystem, aber zwei Schaft- bzw. Aushebungssysteme: die Grundschäfte und die Musterschäfte. Die Grundbindung auf den Grundschäften oder dem Vordergeschirr soll keinen wahrnehmbaren Grat aufweisen. Daher werden eingesetzt:
- Kreuzköper
- fünfbindiger Atlas
- sechsbindiger Atlas
- achtbindiger Atlas

Die Musterung wird auf Grundlage der Stiche durchgeführt, das heißt Fadengruppen, die in einer Litze auf den Musterschäften angeordnet werden. Die Anzahl der Kettfäden in einem Stich hängt von der verwendeten Grundbindung ab: bei Kreuzköper bilden vier Fäden einen Stich, bei fünfbindigem Atlas fünf Kettfäden, bei sechsbindigem Atlas sechs Kettfäden und bei achtbindigem Atlas acht Kettfäden. Die Litzen des Mustergeschirrs hängen nur oben in einer Schaftleiste und werden unten jeweils einzeln mit Gewichten (Loten) beschwert, die für eine automatische Senkung sorgen.
Beim Ausheben der Stiche entsteht ein Kreuz-Fach. Damit sich dieses auch noch vor den Grundschäften ausbildet, so dass ein Weberschiffchen durchgeschossen werden kann, müssen die Litzen auf den Grundschäften extrem lange Augen bis 8 cm Länge besitzen. Trotzdem ist das Fach erheblich kleiner als üblich, weshalb spezielle, sehr niedrige Damastschiffchen verwendet werden. Die Musterschäfte müssen eine angemessene Entfernung von den Grundschäften einhalten. Dafür muss der Webstuhl verlängert sein.
Die Webtechnik bedingt, dass die Darstellung figürlicher Motive in quadratischen Pixeln erfolgt, das heißt, der Umriss der Muster ist stufenförmig ausgebildet. Dies liegt daran, dass für jeden ausgehobenen Stich ein voller Rapport der Grundbindung gewebt werden muss. Je größer die Anzahl der Kettfäden in einem Stich, desto gröber und stufiger wird das Muster. Daher sind bei 6-bindigem und 8-bindigem Atlas auch halbe Stiche von drei bzw. vier Kettfäden möglich.

### Zampelsystem
Die Zugschnüre jedes Musterschafts führen nach oben, werden in einem Lochbrett geordnet und über dem Webstuhlaufbau nach vorne vor die Kammlade geführt. Jede Zugschnur endet in einem Handgriff, dem Zampel. Die Zampel sind etwas über Augenhöhe des Webers nach der Reihenfolge der Musterschäfte so angeordnet, dass der Weber gezielt einen oder mehrere Musterschäfte durch Ziehen und Einhaken des Zampels heben kann.
Die eingewobenen Motive verteilen sich abhängig vom Einzug der Stiche auf den Musterschäften (geradedurch oder im Zickzack) gleichartig über die gesamte Webbreite oder jeweils gegeneinander gespiegelt.
Die Zahl der Zampel bzw. Musterschäfte begrenzt die Möglichkeiten der Musterung. Bei zum Beispiel 100 Zampeln kann ein einzelnes Figurenmotiv wie eine Rosenblüte maximal 100 Stiche breit sein. Bei einem 8-schäftigen Atlas und einer angenommenen Kettdichte von 40 Fäden pro Zentimeter wären fünf Stiche pro Zentimeter und 20 cm Gesamtbreite des Motivs möglich, bei einem 5-schäftigen Atlas acht Stiche pro Zentimeter, aber nur 12,5 cm Gesamtbreite des einzelnen Motivs.

### Harnischsystem
Jede einzelne Fadengruppe (Stich) auf den Musterschäften bekommt eine eigene Harnischschnur, die in einer Schnurschlaufe endet. Es ist daher möglich, über die Gewebebreite unabhängig voneinander jeden einzelnen Stich auszuheben und so zum Beispiel Schriften oder ähnliche nicht repetierende Motive einzuweben. Die Reihenfolge der Litzen auf den Musterschäften ist im Gegensatz zum Zampelsystem völlig gleichgültig.
Der höheren Flexibilität des Systems steht der Aufwand entgegen, der für das Ausziehen eines einzigen Rapports erforderlich ist. Die Harnischschnüre können entweder nach vorn zum Weber und zur Seite geführt werden, wo sie von einer Hilfskraft ausgezogen werden können.

## Andere Webtechniken am Zugwebstuhl
Mit einem Jacquardaufsatz kann jeder einzelne Kettfaden unabhängig voneinander gehoben werden. Die Hebungen werden durch Lochkarten gesteuert. Die figürlichen Motive eines nach dem Erfinder Jacquard genannten Gewebes besitzen daher nicht abgestufte, sondern glatt verlaufende Konturen, wodurch Jacquard-Stoffe leicht von echtem Damast zu unterscheiden sind.

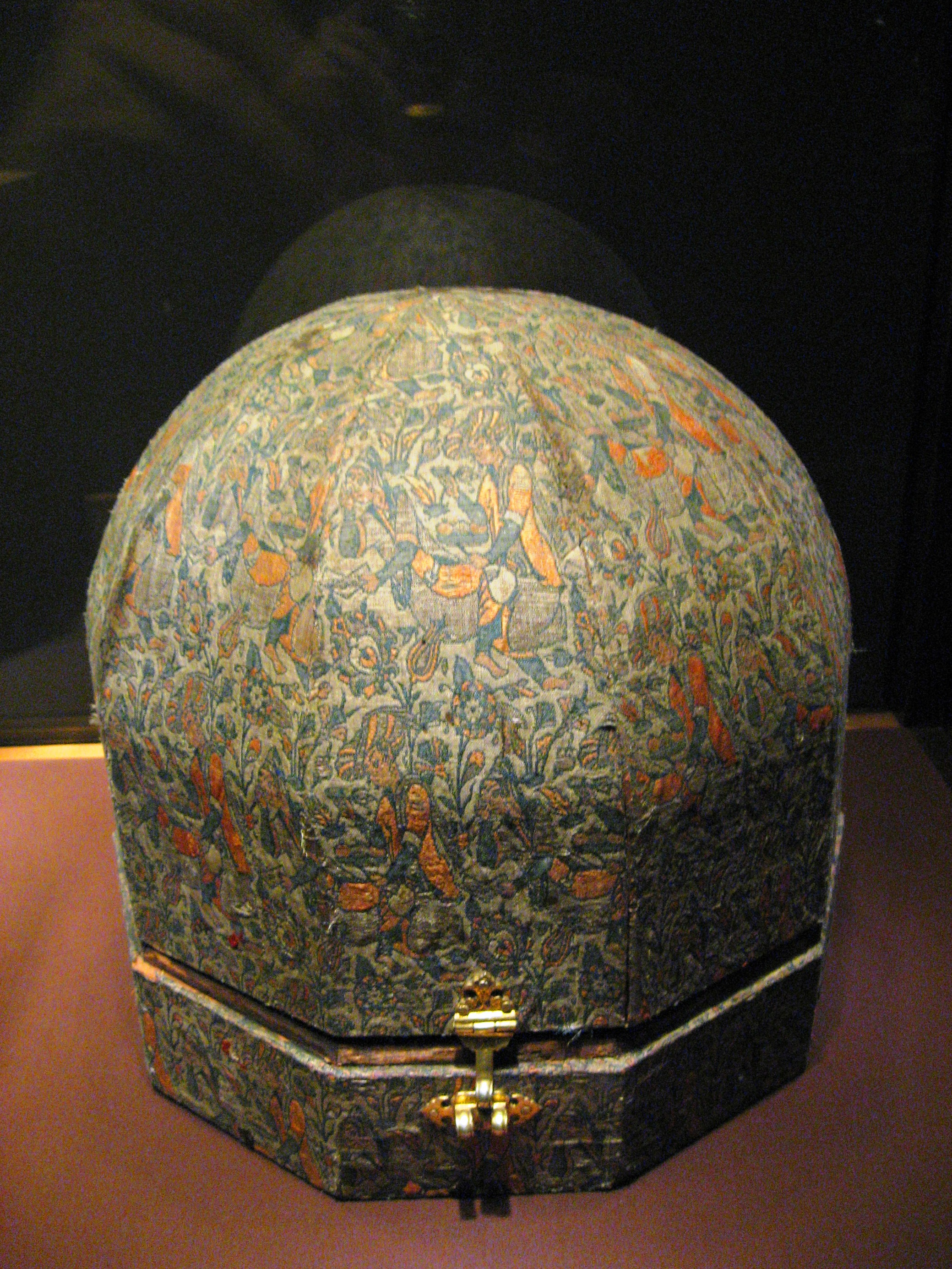
Vierfarbiger Lampas aus Seide als Futteral der Krone Stefan Bocskais, persisch um 1600 (Wiener Schatzkammer)

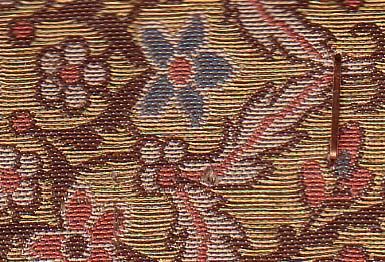
Modernes vierfarbiges Taqueté-Gewebe

Ebenfalls an Zugwebstühlen wurden Bindungsarten wie Samitum, Taqueté und Lampas hergestellt, die mit zwei Kettsystemen arbeiten und damit bis zu vierfarbig gemusterte Gewebe ermöglichen. Lampas wird mit einer Hauptkette in Leinwand-, Köper- und Atlasbindung und einer Bindekette für die Bildmusterung (Figurschüsse) gewebt, tritt in italienischen, spanischen und französischen Geweben des späten Mittelalters bzw. der Renaissance auf und wird heute für schweren Möbelstoff oder für Paramente eingesetzt. Im Gegensatz dazu hat die Hauptkette beim Samitum keine Bindungsfunktion, die verschiedenen Einschüsse erfolgen in beiden Kettsystemen gleichartig in Leinwand- und Köperbindung.

## Geschichte
Damast wurde zuerst in China produziert. Sein Gebrauch verbreitete sich über Indien, Persien und Syrien auf der Seidenstraße bis nach Europa hinein. Während des 12. Jahrhunderts wurde der in Damaskus produzierte Stoff so populär, dass der Stoff den Stadtnamen übernahm.
In Großschönau in der Oberlausitz wurde 1666 erstmals in Deutschland Damast gewebt. Die Großschönauer Brüder Friedrich und Christoph Lange lernten das Damastweben in den Niederlanden kennen. Sie brachten die Technologie mit in ihren Heimatort, der sich daraufhin zum Zentrum der deutschen Damastherstellung entwickelte. „Seit der Regierung Kurfürst Johann Georg II. (1656 – 1680) hat sich allda die gezogene (das bedeutet Muster-)Weberei dergestalt fortgepflanzt, daß selbige verdient, beschrieben zu werden. 1725 schreibt der Rath von Zittau (Groß-Schönau gehörte der Stadt Zittau) an den Oberamtshauptmann zu Budissin (Bautzen), daß „Anno 1666 als eine noch nie im Lande gewesene Fabrik durch 2 Zwillichtweber, die Gebrüder Lange, die Niederländische Damast-Würckerey glücklich hereingebracht und in Groß-Schönau etablirt worden sei“. Diese Kunst wurde wiederholt durch Gesetze vor Weiterverbreitung geschützt, außerdem erhielten die Weber noch verschiedene Privilegien“.
Im Jahre 1832 betrug die Zahl der gangbaren Stühle in den Weberhäusern Großschönaus 950. Der Warenwert der 1832 gewebten Damaste betrug etwa eine halbe Million Taler. (S. 63). Nirgendwo in Deutschland wurde in den folgenden zwei Jahrhunderten mehr kostbare Damasttischwäsche gewebt als in Großschönau. 70 – 80 % der Großschönauer lebten davon.
Aufgrund der hohen Preise (es gab Aufträge im Wert eines mittleren Bauerngutes) waren die europäischen Herrscherhäuser die wichtigsten Abnehmer des Großschönauer Damastes. In der Wäschekammer des sächsischen Königs befanden sich um 1900 nachweislich über 45.000 Stück Damasttafelwäsche.
Die Blütezeit der Damastweberei nahm das erste Drittel des 18. Jahrhunderts ein. Im Jahre 1725 webte man in Großschönau an etwa 1000 Stühlen. Im 19. Jahrhundert begann mit der Einführung der Jaquardweberei der Niedergang der Handweberei und das Zeitalter der industriellen Fertigung. Bis etwa 1935 wurde noch handgefertigter Damast von der Großschönauer Firma Richter & Goldberg auf einem Handwebstuhl mit Jacquardkarten hergestellt. Heute webt in Europa wohl nur noch die serbische Seidenmanufaktur Novitet-Dunav in Bezdan Damaststoffe auf Webstühlen aus dem 18. Jahrhundert.
Das Deutsche Damast- und Frottiermuseum Großschönau dokumentiert die Geschichte der dortigen Damastweberei und zeigt unter anderem den wahrscheinlich einzigen noch funktionsfähigen Damasthandwebstuhl mit Zugvorrichtung. In der 2016 neu gestalteten „Schatzkammer der Damaste“ sind ausgewählte Damaste aus vier Jahrhunderten ausgestellt.
Bis heute wird im Textildorf Großschönau die besondere Traditionen der Damastherstellung gepflegt und in der DAMINO GmbH mit modernen Produktionsmethoden fortgeführt. Brokatdamaste für hochwertige Bettwäsche und Bekleidungsdamaste, speziell für den afrikanischen Markt, prägen das Sortiment. Speziell nach Westafrika geliefert, wird der Damast dort zu klassischen und traditionellen Gewändern (Boubous) weiter verarbeitet.

## Film
- Teure Tücher – Meterware aus der Oberlausitz. Dokumentarfilm, Deutschland, 2018, 29:42 Min., Buch und Regie: Linda Süß, Produktion: Mitteldeutscher Rundfunk, Reihe: Der Osten – entdecke wo du lebst, Erstsendung: 3. April 2018 bei MDR Fernsehen, Inhaltsangabe von MDR, online-Video aufrufbar bis zum 14. Juli 2019.